# Щанки

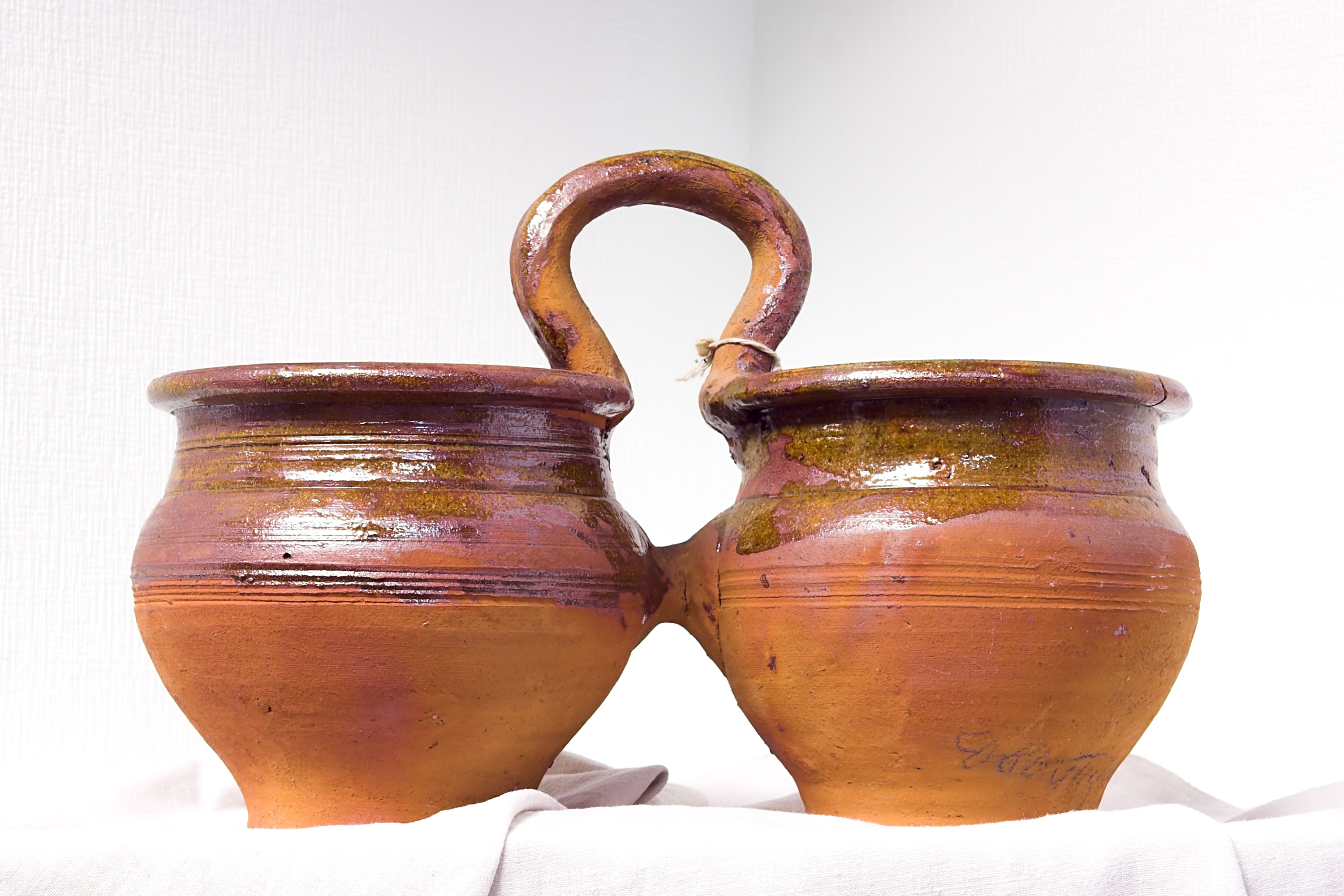
Щанки. Музей «Усадьба Ганшиных», Ярославской области

Щанки (спорыши, поляточки, близня́та, двоешки, двойнички, бел. спарыши, па́рники) — у славян глиняный сосуд из 2 или 3 горшков одинакового или разного размера, скреплённых ручкой. В спорышах носили еду на поле («щи да каша») в сенокос или жатву.
В Витебской и Смоленской губернии их называли двоешками, в Московской — двойничками, в Ярославской — шанками. На Русском Севере таких горшков не делали.